# Strobilanthes bantonensis
Strobilanthes bantonensis är en akantusväxtart som beskrevs av Gustav Lindau. Strobilanthes bantonensis ingår i släktet Strobilanthes och familjen akantusväxter. Inga underarter finns listade i Catalogue of Life.